# Палац Броньяр
Палац Броньяр (фр. Palais Brongniart), раніше називався Біржовий палац — будівля в Парижі, споруджена у 1807-1825 роках. Тут знаходилася Паризька біржа. Палац розташований у кварталі Вівьєнн 2-го округу Парижа. Названий на честь архітектора Олександра Теодора Броньяра (Alexandre Théodore Brongniart), який розпочав будівництво палацу в 1807 році на місці колишнього монастиря (couvent des Filles de Saint Thomas), але не закінчив — Броньяр помер 6 червня 1813 року. Далі будівництвом займався Елуа Лабарр (Éloi Labarre), який завершив палац у листопаді 1825 р. Стеля палацу розписана художником Александром Абель-де-Піожолем. Фондовою біржою володіє фірма «Euronext», як повністю комп'ютеризувала роботу біржі і використовує зали палацу, що звільнилися, для проведення конференцій, семінарів та ділових зустрічей.

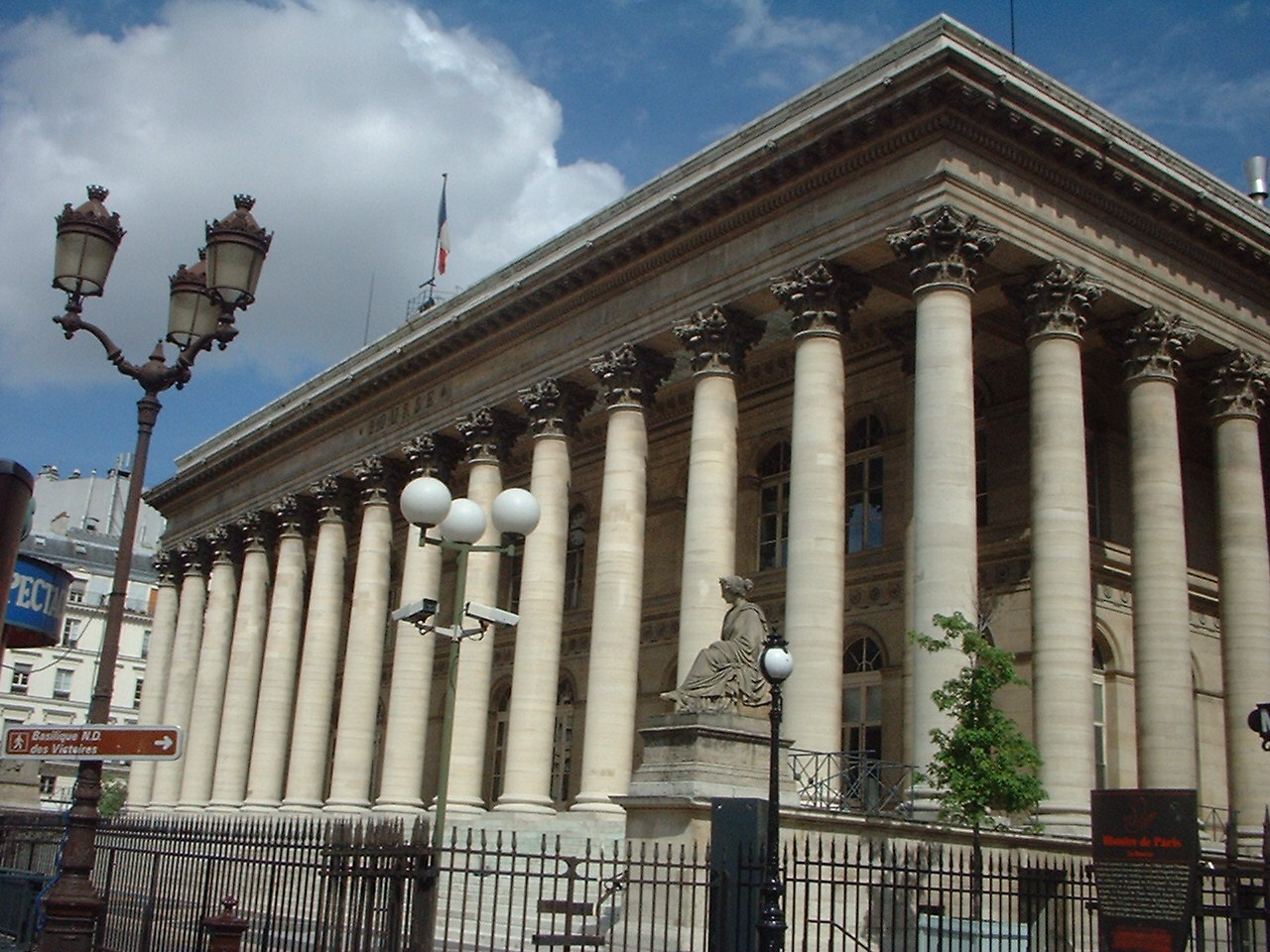
Палац Броньяр ззовні
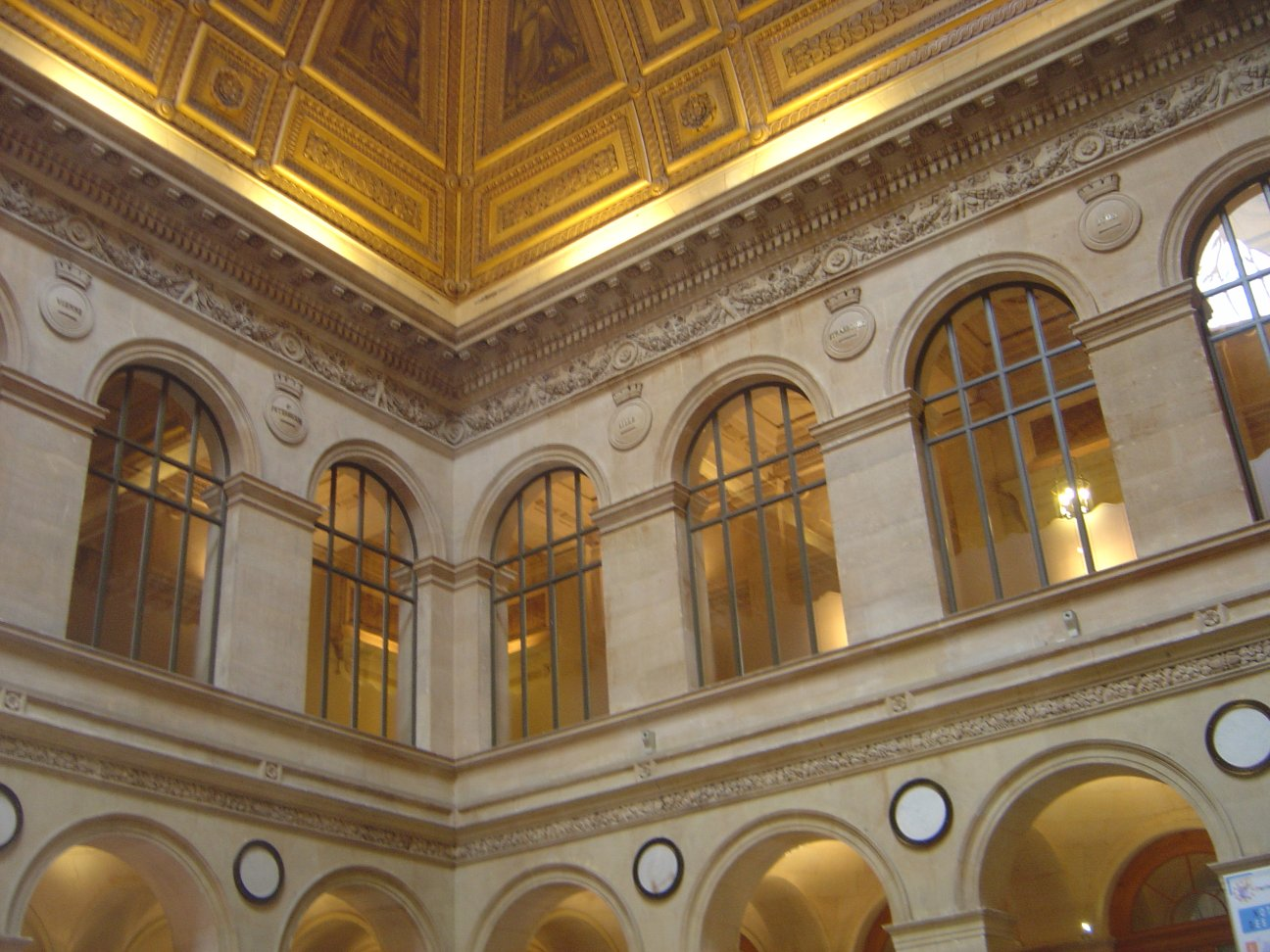
Палац Броньяр, інтер'єр